# Rodney Wilkes

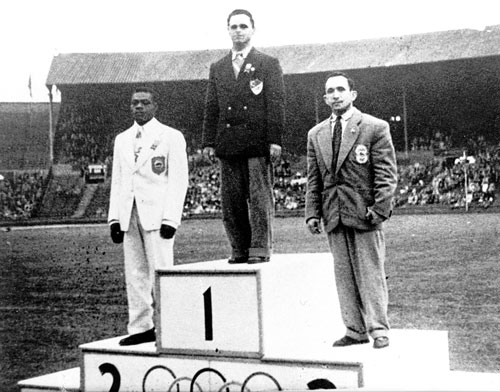
Wilkes (links) bei der olympischen Siegerehrung 1948

Rodney Adolphus Wilkes (* 11. März 1925 in San Fernando; † 24. März 2014 ebenda) war ein trinidadischer Gewichtheber.

## Werdegang
Rodney Wilkes begann 1942 mit dem Gewichtheben und erreichte bald gute Ergebnisse im nationalen Bereich. Seine Trainer waren Lionel Seemungal und Freddy Mendes. 1946 vertrat er Trinidad bei den Zentralamerika- und Karibikspielen in Barranquilla und gewann dort im Federgewicht mit der damaligen Weltklasseleistung von 312,5 kg im olympischen Dreikampf die Goldmedaille. Bei den Olympischen Spielen 1948 und 1952 gewann er Medaillen und erreichte 1956 in Melbourne noch einmal einen hervorragenden vierten Platz im Federgewicht. Sein Medaillengewinn 1948 war erste eines Sportlers aus Trinidad und Tobago bei einem olympischen Wettbewerb. Er konnte zwischen den Olympischen Spielen bei keiner Weltmeisterschaft an den Start gehen, da diese ausnahmslos in Europa stattfanden und es sich der Gewichtheber-Verband von Trinidad nicht leisten konnte, Athleten zu diesen Veranstaltungen zu entsenden. 1951 sicherte er sich bei den Panamerikanischen Spielen in Buenos Aires die Goldmedaille.
1960 beendete Rodney Wilkes seine aktive Laufbahn und arbeitete als Elektriker in seinem Geburtsort. Dort starb er am 24. März 2014.

### Internationale Erfolge
(OS = Olympische Spiele, Fe = Federgewicht, Le = Leichtgewicht)
- 1946, 1. Platz, Zentralamerika- und Karibikspiele in Barranquilla, Fe, mit 312,5 kg;
- 1948, Silbermedaille, OS in London, Fe, mit 317,5 kg, hinter Mahmoud Fayad, Ägypten, 327,5 kg und vor Mohammad Jafar Salmasi, Iran, 312,5 kg;
- 1949, 1. Platz, Westindische Meisterschaften, Le, mit 335 kg;
- 1951, 1. Platz, Panamerikanische Spiele in Buenos Aires, Fe, mit 325 kg, vor Greenawalt, USA, 300 kg und Charlot, Haiti, 285 kg;
- 1952, Bronzemedaille, OS in Helsinki, Fe, mit 322,5 kg, hinter Rafael Tschimischkian, UdSSR, 337,5 kg und Nikolai Saksonow, UdSSR, 332,5 kg;
- 1956, 4. Platz, OS in Melbourne, Fe, mit 330 kg, hinter Isaac Berger, USA, 352,5 kg, Jewgeni Minajew, UdSSR, 342,5 kg und Marian Zielinski, Polen, 335 kg;
- 1958, 3. Platz, Britisch Empire and Commonwealth Games, Fe, mit 305 kg hinter Tan Ser Cher, Singapur, 310 kg und Chung, Malaya, 305 kg

### Nationale Meisterschaften
Rodney Wilkes war vielfacher Meister von Trinidad im Feder- bzw. Leichtgewicht. Dabei erzielte er bei den Meisterschaften von 1953 eine Leistung von 300 kg und bei den Meisterschaften von 1956 320 kg.